# Labdarúgás Lipcsében
A lipcsei labdarúgás a német labdarúgás szempontjából fontos szerepet játszik. 1900. január 28-án itt alapították a Német labdarúgó-szövetséget, a VfB Leipzig lett az első német bajnokcsapat az 1902–03-as szezonban, a Gohlisban 1922-ben épült stadionjuk, a Tauchaer úti Wacker-Stadion (vagy Stadion des Friedens) az első nagy német stadion volt, 45 000 néző fért el benne. 1956-ban új, nagyobb stadiont kaptak, a Zentralstadion pedig sokáig a legnagyobb német stadion volt 44 345 fős befogadóképességével. Az első lipcsei derbit az SC Rotation Leipzig és az SC Lokomotive Leipzig (1–2) közt 1956. szeptember 9-én játszották 100 000 néző előtt, ez máig rekord a német klubmeccseken.